# Park Eun-bin
Park Eun-bin (* 4. September 1992 in Seoul) ist eine südkoreanische Schauspielerin. Sie debütierte im Alter von 7 Jahren und spielte in vielen TV-Dramen als Kinderdarstellerin mit. Ihre erste Hauptrolle spielte sie in der Serie Operation Proposal (2012).

## Filmografie

### Filme
- 2000: Sonyeo-ui Gido (소녀의 기도)
- 2002: Memories (메모리즈)
- 2002: The Romantic President (피아노 치는 대통령)
- 2004: Nae Namja-ui Romaenseu (내 남자의 로맨스)
- 2010: Death Bell 2: Bloody Camp (고死 두 번째 이야기 : 교생실습)
- 2013: Secretly, Greatly (은밀하게 위대하게)

### K-Dramen
- 1998: White Nights 3.98 (SBS)
- 2000: The Thief’s Daughter (SBS)
- 2001: Empress Myeongseong (KBS2)
- 2001: Sangdo (MBC)
- 2001: Guardian Angel (SBS)
- 2002: Glass Slippers (SBS)
- 2002: My Love Patzzi (MBC)
- 2003: Age of Warriors (KBS)
- 2003: Country Princess (MBC)
- 2003: The King’s Woman (SBS)
- 2004: Stained Glass (SBS)
- 2005: Encounter (MBC)
- 2005: Hong Kong Express (SBS)
- 2005: Resurrection (KBS2)
- 2006: Seoul 1945 (KBS1)
- 2006: My Beloved Sister (MBC)
- 2007: Catching Up with Gangnam Moms (SBS)
- 2007: The Legend (MBC)
- 2007: Lobbyist (SBS)
- 2008: The Iron Empress (KBS2)
- 2009: Queen Seondeok (MBC)
- 2011: Dream High (KBS2, letzte Folge)
- 2011: Gyebaek (MBC)
- 2012: Operation Proposal (TV Chosun)
- 2013: Hur Jun, the Original Story (MBC)
- 2014: Secret Door (SBS)
- 2016: Choco Bank (Naver)
- 2016: Entertainer (SBS)
- 2016: Hello, My Twenties! (JTBC)
- 2016: Father, I’ll Take Care of You (MBC)
- 2017: Hello, My Twenties! 2 (JTBC)
- 2017: Judge vs. Judge (SBS)
- 2018: The Ghost Detective (KBS2)
- 2019: Stove League (SBS)
- 2021: The King´s Affection (KBS2)
- 2022: Extraordinary Attorney Woo (ENA)
- 2023: Castaway Diva (tvN)
- 2025: Hyper Knife (Disney+)